# Martin Zerlauth
Martin Zerlauth (* 7. November 1945 in Bludenz) ist ein ehemaliger österreichischer Politiker (FPÖ) und Landesbeamter. Er war von 1979 bis 1982 Abgeordneter zum Vorarlberger Landtag. 

## Ausbildung und Beruf
Zerlauth besuchte die Volks- und Hauptschule in Ludesch und absolvierte ab 1959 eine Lehre als Steinmetz bei der Firma Xaver Muther in Bludenz. Er legte 1962 die Gesellenprüfung ab und besuchte danach von 1962 bis 1965 die Bundesfachschule für Steinbearbeitung in Hallein. Beruflich war Zerlauth von 1965 bis 1967 als Techniker im Nachbarland Deutschland beschäftigt, 1967 trat er in den Dienst des Landes Vorarlberg. Hier arbeitete er von 1967 bis 1978 als Techniker bei der Wohnbauförderung des Amtes der Vorarlberger Landesregierung in Bregenz, danach wechselte er von 1978 bis 2007 zum Landesbauamt Feldkirch. Im Jahr 2007 ging Zerlauth in Pension. 

## Politik und Funktionen
Nachdem er zum Mitglied der Gemeindevertretung von Ludesch gewählt worden war, trat Zerlauth 1976 der Freiheitlichen Partei Österreichs bei. Er war von 1975 bis 1985 auch Mitglied des Gemeinderates und schied 1985 wieder aus der Gemeindevertretung aus. Des Weiteren war er Delegierter der Gemeinde Ludesch bei der „Raumplanungsgemeinschaft Walgau“. Er fungierte des Weiteren von 1976 bis 1980 als Ortsparteiobmann der FPÖ Ludesch und war innerhalb der FPÖ auch als Mitglied der Bezirksparteileitung der FPÖ Bludenz und Mitglied der Landesparteileitung der FPÖ Vorarlberg aktiv. Als Abgeordneter des Wahlbezirkes Bludenz wurde er am 6. November 1979 als Abgeordneter zum Vorarlberger Landtag angelobt, dem er bis zu seinem Mandatsverzicht am 8. Mai 1982 angehörte. Er war im Vorarlberger Landtag Mitglied im Landwirtschaftlichen Ausschuss und Mitglied im Volkswirtschaftlichen Ausschuss und fungierte des Weiteren als Ersatzmitglied im Energiepolitischen Ausschuss und als Ersatzmitglied im Finanzausschuss. 

## Privates
Martin Zerlauth wurde als Sohn des Landwirts, ÖVP-Landesrats und Präsidenten der Vorarlberger Landwirtschaftskammer Karl Zerlauth geboren. Seine Mutter Gebhardina Paula Zerlauth, geborene Schallert, stammte aus Lingenau. Martin Zerlauth ist geschieden und Vater von vier Söhnen, die zwischen 1969 und 1983 geboren wurden.